# Francesco Illy (Unternehmer, 1953)
Francesco Illy (* 8. Februar 1953 in Triest) ist ein Schweizer Unternehmer und Weinproduzent. Er ist Mitinhaber der Schweizer Kaffeemarke Amici Caffè und besitzt einen Anteil von etwa 20 Prozent an der Gruppo Illy Holding, der Muttergesellschaft des Unternehmens Illy Café in Triest.

## Familie
Francesco Illy ist der Sohn des Lebensmittelchemikers Ernesto Illy (1925–2008) und Enkel des gleichnamigen Francesco Illy (1892–1956), der von Temeswar kommend, nach Triest ausgewandert war. 1933 gründete Francesco Illy zusammen mit einem Nachkommen von Hermann Hausbrandt die Kaffeerösterei und Handelsmarke Illy. Sein Sohn Ernesto Illy präsidierte das Unternehmen in den Jahren 1963 bis 2004. Seit 2005 hat Andrea Illy (* 1964), Bruder von Francesco Illy, die Leitung inne.
Francesco Illy wohnt in Küssnacht und gehört zur dritten Generation der Illy-Kaffee-Dynastie. Er ist der erste Sohn von Ernesto Illy und seiner damaligen Frau, Anna Rossi. Seine persönlichen Vorlieben sind Musik, Fotografie, Literatur und die Fliegerei. Über viele Jahre hat er erwerbsmässig fotografiert und einen Bildband über die Dolomiten herausgegeben. Francesco Illys Sohn heisst ebenfalls Ernesto (* 1983) und studierte Architektur. Aus seiner Hand stammt auch die in Luzern ansässige Galleria Amici, die 2012 eröffnet wurde.

## Beruf
1979 begann Francesco Illy mit Amici Caffè erneut eine Kaffeemarke in der Schweiz aufzubauen, nachdem sein Grossvater dies seit 1939 mit der Marke Illy von Thalwil am Zürichsee aus ebenfalls getan hatte. 1991 begann er zusammen mit Matteo Thun die Amici Collection zu entwickeln, die aus rechtlichen Gründen nur in der Schweiz so heisst und in allen anderen Ländern illy collection genannt wird.
Schon seit vielen Jahren hat er das operative Geschäft an seine Ex-Frau Annemarie Illy abgegeben. Er konzentriert sich auf Entwicklung, Kommunikation und Forschung. Seit 1994 hat er zusätzlich mit dem Aufbau der Kaffeemaschinenmarke FrancisFrancis! begonnen.

## Weinproduktion
Francesco Illy besitzt seit 1998 in der Toscana das Weingut Podere Le Ripi. Zwar ist der Umsatz mit Wein auf 13 ha bei 60'000 Flaschen und 1,5 Mio. Schweizer Franken nicht sehr hoch, doch hat er eine Anbaumethode für seine Sangiovese-Trauben gefunden, die sehr speziell ist.
Insgesamt hat das Landgut nahe Montalcino 52,6 ha und besitzt neben den Weinparzellen auch ausgedehnte Olivenplantagen. Der Boden besteht aus einer Mischung aus Lehm, Ton und Sandstein und eignet sich sehr gut für den Weinanbau. 2003 konnte er seinen ersten Jahrgang produzieren, den er Lupi e Sirene nannte. Rückblickend kritisierte er in einem Interview seine Unwissenheit. Jahre später erfuhr er im Burgund, dass ein guter Wein von Rebstöcken käme, die mehr als 30 Jahre alt wären, weil diese erst mit der Zeit entsprechend tief wurzelten und vielschichtige Weine liefern könnten. Er experimentierte fortan mit sehr viel höherer Stockdichte. Statt 5000 bis 8000 Rebstöcke hat Francesco Illy 62'500 davon pro ha gepflanzt.
In seinen seitdem angelegten Rebanlagen sind die Rebstöcke nur 40 cm voneinander entfernt. Francesco Illy bezeichnet sie als «Bonsai-Reben». Sie bleiben dadurch kleiner, wurzeln aber schneller in die Tiefe und kommen so früher an extraktreiche Erdschichten. Er zitiert einen Weinbau-Professor aus Florenz, der behauptet hätte, «vor der Reblausplage 1865 wären alle Weinberge dieser Welt so dicht bepflanzt» gewesen. Francesco Illy sieht sich daher als «Wiederentdecker» dieser engen Pflanzmethode.